# Silvio Berti
Silvio Berti (Rocca San Casciano, 31 gennaio 1856 – Fiuggi, 29 luglio 1930) è stato un politico e avvocato italiano.

## Biografia
Fu eletto deputato del Regno d'Italia nel marzo 1909 per la XXIII legislatura e rieletto, nell'ottobre del 1913, per la legislatura successiva. Fu nominato senatore del Regno d'Italia nel 1919, carica che mantenne fino alla morte.
Eletto consigliere provinciale di Firenze nel 1895, conservò la carica fino al 1914.
Diventò consigliere comunale a Firenze nel 27 ottobre 1889, carica che mantenne fino al 19 aprile 1907.
È stato sindaco di Firenze tra l'8 ottobre 1902 ed il 16 luglio 1903.
Massone, fu iniziato nella Loggia "Concordia" di Firenze l'otto luglio 1889 e ne fu membro fino al 1893.